# Esko Mikkola
Esko Olavi Mikkola (Tampere, 14 de fevereiro de 1975) é um atleta finlandês de lançamento de dardo.